# 흰목도리과일박쥐
흰목도리과일박쥐(Megaerops wetmorei)는 큰박쥐과에 속하는 박쥐의 일종이다. 동남아시아에서 발견된다.

## 특징
보통 크기의 박쥐로 몸통 길이는 70~76mm이고 전완장은 45~52mm, 꼬리 길이는 6mm이다. 귀 길이는 12~15mm, 몸무게는 최대 20g이다. 등 쪽 털은 회색빛이고 머리는 어두운 색을 띠지만 배 쪽은 좀 더 밝은 색을 띤다.

## 생태
먹이는 열매이다. 일 년에 한 번 한 마리의 새끼만을 낳는다.

## 분포 및 서식지
말레이반도와 인도네시아, 필리핀에 널리 분포한다. 해발 800m와 1,200m 사이의 일차림과 약간 교란된 숲에서 서식한다. 해발 1,500m 이상의 이끼림과 고산 숲에서 발견될 수도 있다.

## 아종
2종의 아종이 알려져 있다.
- M. w. wetmorei - 필리핀 민다나오섬
- M. w. albicollis (Francis, 1989) - 말레이반도, 보르네오섬 북서부와 수마트라섬 중부

두 아종은 두 가지 다른 형태에 속할 수 있다.